# Gymnostomum menziesii
Gymnostomum menziesii là một loài Rêu trong họ Pottiaceae. Loài này được (R. Br.) Hook. mô tả khoa học đầu tiên năm 1818.